# Malmesburyi Vilmos
Malmesburyi Vilmos (angolul: William of Malmesbury, latinul: Gulielmus Malmesburgensis vagy Bibliothecarius), (Wiltshire, 1090/1096 körül – Oxford, 1143 körül) latin nyelven író középkori angol történetíró. Fő művei a Libri V de rebus gestis regum Anglorum (Öt könyv az angol királyok tetteiről; 1125), a Historia Novella (Újabb történet) és a Gesta Pontificium Anglorum (Az angol püspökök tettei, 1125).

## Élete, munkássága
Életéről kevés információval rendelkezünk: angol anyától és normann apától született. Malmesbury apátságában nőtt fel, és itt is élte le egész életét, leszámítva egy rövid, Glastonburyben töltött időt. E kitérő eredményeképp írt egy krónikát „A glastonbury egyház régiségéről” (De antiquitate Glastonie ecclesiae). Kiváló nevelést kapott, írásaiban több mint 400 művet idéz. Legnagyobb hatást Beda Venerabilis tette rá; az nyomán haladva tűzte célul egy átfogó angol történelem megalkotását. Jó barátságba került Malmesbury püspökével, Roger of Salisburyvel. 1140-ben a püspök felajánlotta neki a malmesbury apát címét, de Vilmos nem fogadta el a tisztséget. 1141-ben részt vett a winchesteri zsinaton, amelyen az angol klérus Matilda (Maud) mellett foglalt állást.
Az angol királyokról és az újabb történetről szóló könyveiben 449-től 1142-ig tárgyalja az angol történelmet:
- legnagyobb műve, a Gesta regum anglorum 449-től 1127-ig dolgozza fel az angol királyok történetét;
- ennek folytatása a Historia novella pedig a szerző korának eseményeit.[1]

A keresztes hadjáratokról írtak legfontosabb forrásai között volt Foucher de Chartres. Az angol egyháznagyokról írt munkája 597-től 1125-ig tekinti át az angol egyház eseményeit. Különösen értékesek munkásságának a nagy anarchiára vonatkozó részei.

## Részlet
Fulco, Anjou grófja (†1040) és fia Geoffroy viszálya
Az öregebb Fulco sokáig, öregségéig kormányozta ezt a grófságot, sokat vitt véghez szorgalmával és kiválóságával– Egyébként szent és feddhetetlen életet élt. Utolsó éveiben átadta a tartományt a többször említett Geoffroy-nak. Ez… odáig merészkedett, hogy fegyvert fogott atyja ellen. Ekkor a haragtól felforrt az öregnek immár hideg vére, s fiát, aki őt fiatalosan sértegette, rövid idő alatt annyira megtörte, hogy néhány mérföldön át hátán nyerget cipelve, s a teher alatt görnyedezve apja lába elé borult. Ez, minthogy haragja még nem szűnt meg, felemelkedett, s megrúgta lábával a földön fekvőt „Le vagy győzve, mégis le vagy győzve!” - kiáltotta háromszor-négyszer. A legyőzöttben volt annyi lélek, s még hozzá kiváló, hogy így feleljen: „Csak az apámmal szemben vagyok legyőzött, mindenki mással szemben veretlen vagyok.” Ezt hallva, megszelídült a haragvó apa dühe, atyai nyájassággal enyhítette fia félelmét, visszahelyezte birtokába, figyelmeztetve, hogy érettebb ésszel cselekedjék